# خارعروسیان
خارعروسیان تیره‌ای از خواجه‌باشی‌سانان علفی ضخیم چندساله با سه سرده و هفده گونه که به صورت بومی در اوراسیا از بالکان تا چین پراکنده هستند، برگهای آنها طوقه‌ای و گلها با تقارن دوطرفه است که در چرخه‌های متوالی قرار دارند و حلقه‌ای اضافی به نام کاسه فرعی (epicalyx) گل‌ها را احاطه کرده‌است.